# Andrzej Wiśniewski (trener)
Andrzej Wiśniewski (ur. 13 stycznia 1956 w Giżycku, zm. 3 kwietnia 2022) – polski trener piłki nożnej.

## Życiorys
Jako trener prowadził samodzielnie reprezentację Palestyny, a w polskiej I lidze przez krótki czas Wisłę Płock, z którą spadł do II ligi. Pracował też z drużynami trzecio- i drugoligowymi, m.in. z Jeziorakiem Iława, Drwęcą Nowe Miasto Lubawskie, z którą awansował w sezonie 2004/2005 do II ligi, ale po kilku przegranych meczach w tej klasie rozgrywek został zwolniony. Był również asystentem Dariusza Wdowczyka w Polonii Warszawa w mistrzowskim sezonie 1999/2000. 26 kwietnia 2006 został trenerem pierwszej drużyny Polonii, zastępując na tym stanowisku Jana Żurka, ale nie przebywał na tym stanowisku zbyt długo, zostając dyrektorem sportowym Polonii. Następnie wznowił przygodę z III ligową Unią Janikowo, z którą jednak przegrał baraże do II ligi. Zastąpił go Artur Polehojko. Jesienią 2007 roku podpisał kontrakt z KSZO Ostrowiec Świętokrzyski i funkcję trenera objął 1 stycznia 2008, gdzie pracował do września tego samego roku.
W sierpniu 2010 został oskarżony o udział w ustawianiu meczów Unii Janikowo. Dobrowolnie poddał się karze roku i 8 miesięcy więzienia w zawieszeniu na 3 lata, 2 lat zakazu działania w profesjonalnym sporcie, 4,5 tys. zł grzywny i został skazany w listopadzie 2010.
Od 2020 nauczał wychowania fizycznego w LO im. Marii Konopnickiej w Legionowie
Zmarł 3 kwietnia 2022 roku na zawał serca. Został pochowany na Cmentarzu Wojskowym na Powązkach w Warszawie.

## Osiągnięcia drużynowe

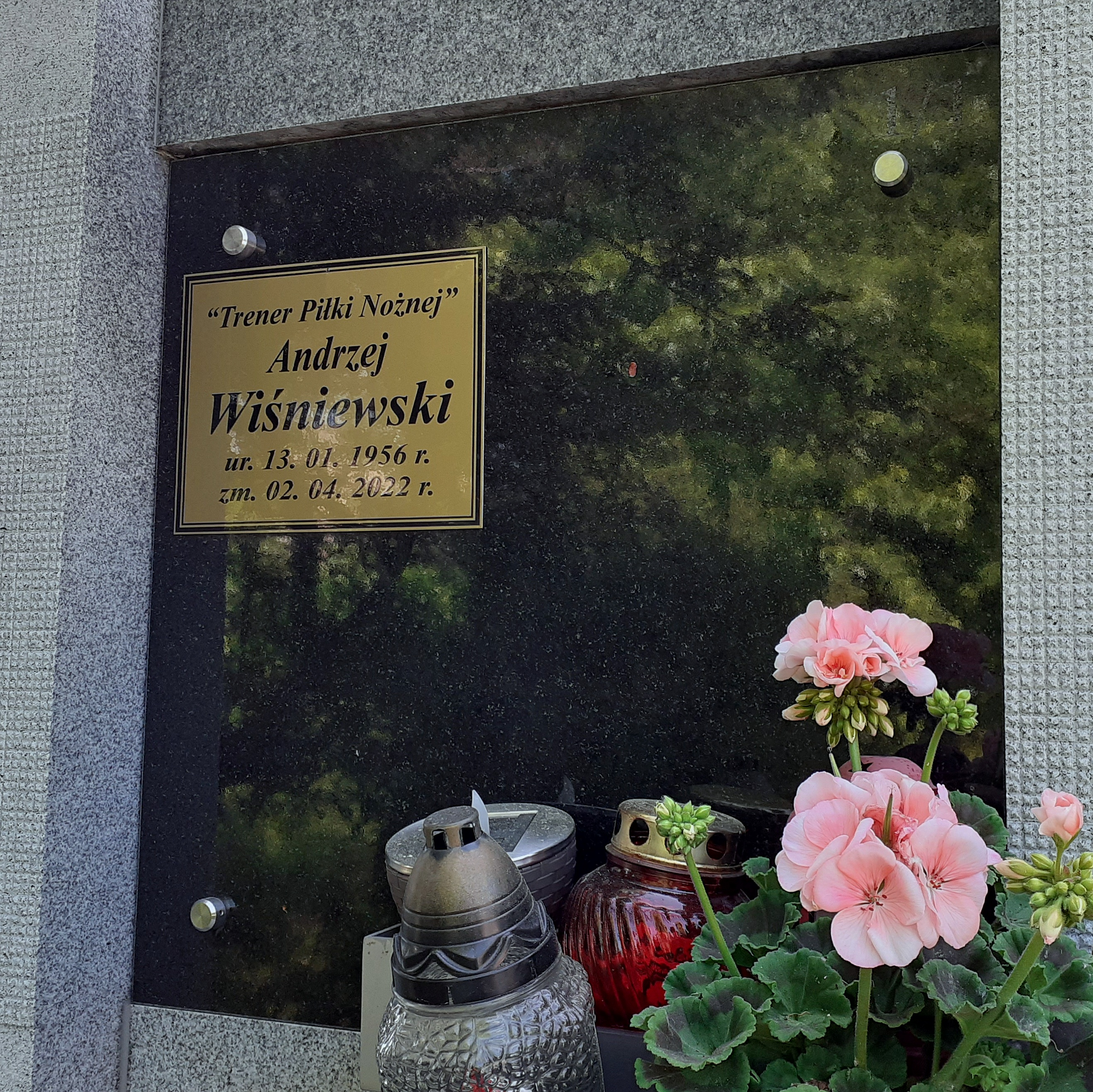
Miejsce pochówku

| Lata       | Liga | Punkty | Liczba meczów | Źródło |
| ---------- | ---- | ------ | ------------- | ------ |
| 2006/ 2007 |      | 18     | 14            | [ 2 ]  |
| 2004/ 2005 |      | 22     | 11            | [ 2 ]  |
| 2003/ 2004 | III  | 60     | 28            | [ 2 ]  |